# Monte Tiratoio
Il Monte Tiratoio è una montagna dell'isola d'Elba. 

## Descrizione
Situata nella parte occidentale dell'isola, fa parte della catena del Monte Capanne e raggiunge un'altezza di 810 metri sul livello del mare. Si trova tra la vetta delle Calanche e il Masso alla Guata.
Il toponimo, attestato dal XVIII secolo, ricorda l'antica presenza di un tiratoio, struttura in legno dove si stendevano ad asciugare pelli o tessuti dopo la conciatura.